# صحيفة الرضا
صحيفة الرضا، والمعروفة أيضًا باسم صيفة الإمام الرضا ، هو مجموعة من 240 حديثًا منسوبة إلى علي بن موسى الرضا ثامن إمام الشيعة.
والصحيفة من المصادر الرئيسية لعقيدة الشيعة وقد جذبت انتباه علماء الشيعة مثل ابن بابويه والشيخ الطبرسي. يحتوي على أحاديث في مواضيع مختلفة بما في ذلك دعاء الله؛ أهمية الصلاة في اليوم خمس مرات، والصلاة على الميت. فضل بيت محمد، والمؤمن، والأخلاق الحميدة، وأسماء محمد وأحمد، ومختلف الأطعمة، والفاكهة، والمراهم، وطاعة الوالدين، وتقوية أواصر القرابة،والجهاد. التحذير من الغش أو الغيبة أو الثرثرة. والتقاليد المتنوعة الأخرى. يناقش القسم الخاص ببيت محمد كل فرد من أفرادها الأربعة عشر على حدة. 

## سلسلة السلطة
يُزعم أن الكتاب كتبه لأول مرة عبد الله بن أحمد بن عامر، الذي قال إنه سمع محتوياته من والده أحمد بن عامر، الذي قال إنه سمعهم من علي الرضا في المدينة المنورة عام194(تم الاعتراف بعبد الله بن أحمد بن عامر لاحقًا باعتباره راويًا موثوقًا للحديث من قبل النجاشي، أحد علماء الشيعة المهمين.
تمت طبع النسخة بالقاهرة بواسطة مطبعة المعاهد عام 1340 (1921-1922) يبدأ بسلسلة الصلاحيات التالية:  ذكر محررها العلامة عبد الواسع أنه تلقى محتوياتها على أمر الشيخ. عبد الواسع، أخذها من الإمام القاسم بن محمد، الذي أخذها من الشيخ السيد أمير الدين بن عبد الله، الذي تلقاه من السيد أحمد بن عبد الله الوزير، أخذها من الإمام. المطهر بن محمد بن سليمان، أخذها من الإمام المهدي أحمد بن يحيى، الذي تسلمه من سليمان بن إبراهيم بن عمر العلوي، الذي تسلمه من والده إبراهيم، الذي تسلمه من رضا الدين إبراهيم بن محمد الطبري، الذي تسلمه من. الإمام نجم الدين التبريزي، الذي تسلمه من الحافظ ابن عساكر، الذي تسلمه من ظاهر السنجاني، وأخذها من الحافظ البيهقي، عن أبي القاسم العساكر. المفسر الذي تسلمه من «إبراهيم بن خورة» (خطأ في نص «جُدة» الذي تسلمه من أبي القاسم عبد الله بن أحمد بن عامر الطائي بالبصرة، ورد من علي الرضا، الذي ادعى والده موسى أن والده جعفر ادعى أن والده محمد زعم أن والده علي زعم أن والده حسين ادعى أن والده علي بن أبي طالب قد سمع أو شاهد محتوياته في شركة محمد.

## سياق

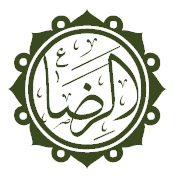
تمثيل خطي لاسم الرضا

الراوي الرئيسي للمصنف هو عبد الله بن أحمد بن عامر، الذي يعيد رواية كلام علي الرضا مع بداية كل إدخال بصيغة مختلفة: «في سلطته، قال».  والده، الذي قيل أنه روى له هذه الكلمات، قُتل في معركة صفين. الأسرة من ذرية وهب بن عامر الذي قتل مع حسين بن علي في معركة كربلاء.
ولد علي الرضا حوالي151هـ (٧٦٨-٧٦٩) على الرغم من أنه من المحتمل أن يكون في وقت متأخر يصل إلى عام159هـ (775-776) للإمام موسى الكاظم وأحد عباده من النوبيين. توفي والده في سجن البغدادي في رجب،183 هـ (سبتمبر 799م) إبان خلافة هارون الرشيد، إحدى السلالة العباسية.نجح علي الرضا في ملكية والده ولكن ليس بالكامل في لقبه.بدأ في التدريس وإصدار الفتاوى من المسجد في المدينة، حيث كان يعيش، لكن الخلفاء لم يؤكدوا لقبه والعديد من أمناء والده امتنعوا عن دعمهم (والعشور) بحجة أن والده سيعود قريبًا بصفته المهدي بعد وفاة هارون عام809، اندلعت حرب أهلية بين ولديه الأمين والمأمون. تم قطع رأس الأمين في سبتمبر813 أثناء حصار بغداد  لكن أتباعه واصلوا مقاومتهم تحت حكام محليين أو لصالح عم المأمون حتى أواخر عام827.
أتاح موت الأمين لعلي الرضا فرصة أكبر للتدريس. في 200 (815-816)، دُعي علي الرضا أو أجبره المأمون على ترك منزله وممتلكاته في المدينة المنورة والمغادرة إلى العاصمة الإمبراطورية في خراسان. أعلنه المأمون كإمام جديد في جميع أنحاء الإمبراطورية عند وصوله إلى ميرف في عام 200 (817). ذهب إلى أبعد من ذلك وعين علي الرضا وليا للعهد وخليفة للخلافة. بعد اغتيال الوزير الإمبراطوري وأثناء نقل العاصمة إلى بغداد، توفي علي الرضا فجأة، على الأرجح في اليوم الأخير من شهر صفر،203 (سبتمبر 818 م). تتهم معظم المصادر المأمون بتسممه.

## محتويات
تمت طبع النسخة بالقاهرة بواسطة مطبعة المعاهد عام 1340 (1921-1922) احتوت على 163 حديثاً مقسمة إلى عشرة أقسام، أول تسعة منها تتعلق بموضوعات معينة وآخرها يتضمن الباقي في مواضيع متنوعة.  وينتهي القسم الأخير بملاحظة أن المؤلف «أسقط بعض الأحاديث الواردة في هذين الكتابين من الإمام» معتبراً إياها ملفقة. وأشار كذلك إلى أن العلماء الآخرين لا ينسبون الكتاب إلى علي الرضا إطلاقا.
الأقسام العشرة هي:
الأول: في دعاء الله
الثاني: أذان الصلاة
الثالث: في صلاة الانتداب
رابعاً: في تميز البيت النبوي في ثلاثة أجزاء:
الجزء الأول: في فضل علي بن أبو طالب
الجزء الثاني: في فضل فاطمة
الباب الثالث: في تميز الحسن والحسين والأسرة بشكل عام
خامسًا: في فضل المؤمنين والأخلاق الحميدة والذين يسمون محمدًا أو أحمد
سادساً: في الأكل والمراهم
سابعاً: في طاعة الأبناء وتقوية الروابط الأسرية
ثامنا: في تجنب الغش والغيبة
تاسعاً: في فضل الجهاد، الذي لا يُعطى بالكامل بل يُختصر في إعادة الصياغة
X: متفرقات الحديث
بعض الأحاديث من الصحيفة:

## المخطوطات
الإصدارات التالية متوفرة: 
- بمكتبة العلامة أميني التي كتبها محمد بن محمد بن عبد القهار الشيرازي عام 761 هـ.
- بمكتبة المسجد الحرام بقم كتبها رضا بن نظام بن فخر الدين حسني عمولي عام ٨٤٨ هـ.
- بمكتبة أستان القدس رضوي، كتبها إسماعيل بن عبد المؤمن قاني عام 881 هـ
- بالمكتبة الوطنية بأكاديمية روما رواه القاضي أبو عبد الله محمد بن عبد الله بن حمزة بن أبي نجمة.
- في مصر. وتنتهي سلسلة رواة هذه المخطوطة بالبيهقي.

## أنظر أيضا
- الرسالة الذهبية
- الرسالة الحق
- الصحيفة السجادية
- قائمة كتب الشيعة

## روابط خارجية
- صحيفة الإمام الرضا ترجمة إنجليزية لمؤسسة سبتين الدولية
- صحيفة الرضا عليه السلام-ترجمه حجازى، (بالفارسية) وصحيفة الإمام الرضا ترجمة من الحجازي ص.5